# Ray Charles (Hallelujah, I Love Her So)
Ray Charles – debiutancki album Raya Charlesa, wydany w 1957 roku. W 1962 roku ukazała się jego reedycja, zatytułowana Hallelujah, I Love Her So.

## Lista utworów
| 1.  | „Ain’t That Love” (Ray Charles)               | 2:51  |
|     |                                               |       |
| 2.  | „Drown in My Own Tears” (Henry Glover)        | 3:21  |
|     |                                               |       |
| 3.  | „Come Back Baby” (Ray Charles)                | 3:06  |
|     |                                               |       |
| 4.  | „Sinner’s Prayer” (Lloyd Glenn/Lowell Fulson) | 3:24  |
|     |                                               |       |
| 5.  | „Funny (But I Still Love You)” (Ray Charles)  | 3:15  |
|     |                                               |       |
| 6.  | „Losing Hand” (Charles E. Calhoun)            | 3:14  |
|     |                                               |       |
| 7.  | „A Fool for You” (Ray Charles)                | 3:03  |
|     |                                               |       |
| 8.  | „Hallelujah, I Love Her So” (Ray Charles)     | 2:35  |
|     |                                               |       |
| 9.  | „Mess Around” (Ahmet Ertegün)                 | 2:42  |
|     |                                               |       |
| 10. | „This Little Girl of Mine” (Ray Charles)      | 2:33  |
|     |                                               |       |
| 11. | „Mary Ann” (Ray Charles)                      | 2:48  |
|     |                                               |       |
| 12. | „Greenbacks” (Renald Richard)                 | 2:52  |
|     |                                               |       |
| 13. | „Don’t You Know” (Ray Charles)                | 2:57  |
|     |                                               |       |
| 14. | „I Got a Woman” (Ray Charles/Renald Richard)  | 2:54  |
|     |                                               |       |
|     |                                               | 41:35 |
|     |                                               |       |